# Benet Jacob
Benet Jacob, névváltozat: Benedict Aberle (18. század – 1832 után) rabbi.
Óbudai rabbi a 19. század első negyedében, fia volt Benet Mordechainak. Műve: Toldósz Mordechai Benet (Óbuda 1832), amely atyja életrajzát és több kiadatlan írását tartalmazza. Az utóbbiak részint homiletikus tartalmúak, részint bibliai magyarázatok és egy prédikáció. Valamennyire jellemző a tiszta héber nyelvezet.